# William Winter Jefferson
William Winter Jefferson, noto anche come William Jefferson (Londra, 25 aprile 1876 – Honolulu, 10 febbraio 1946), è stato un attore statunitense.
Appartenente a una famiglia di teatranti (suo padre era Joseph Jefferson, famoso attore del teatro americano dell'Ottocento, suo fratello l'attore Thomas Jefferson, iniziò la sua carriera a teatro. Nei primi anni dieci del Novecento, si avvicinò al cinema, dove gli vennero affidati ruoli da caratterista.

## Filmografia
- Wanted by the Police
- The Rivals, regia di Theodore Marston - cortometraggio
- Soldiers of Fortune, regia di William F. Haddock (1914)
- The Science of Crime, regia di George Morgan - cortometraggio (1914)
- Man's Enemy, regia di Frank Powell - cortometraggio (1914)
- His Change of Heart - cortometraggio (1914)
- The Derelicts, regia di Travers Vale (1914)
- The Iron Master, regia di Travers Vale - cortometraggio (1914)
- The Wages of Sin - cortometraggio (1914)
- The Power of the Press - cortometraggio (1914)
- Butterflies and Orange Blossoms, regia di George Morrissey - cortometraggio (1914)
- Getting the Sack, regia di Dell Henderson - cortometraggio (1914)
- Ernest Maltravers, regia di Travers Vale  - cortometraggio (1914)
- Marrying Money, regia di James Young (1915)
- Dora Thorne, regia di Lawrence Marston (1915)
- A Deal in Indians, regia di Milton J. Fahrney - cortometraggio (1915)
- Over Night, regia di James Young (1915)
- Camille, regia di Albert Capellani (1915)
- He Did and He Didn't, regia di Roscoe Arbuckle - cortometraggio (1916)
- Pique, regia di Lawrence Marston - cortometraggio (1916)
- Bright Lights, regia di Roscoe 'Fatty' Arbuckle - cortometraggio (1916)
- Doug è uno scervellato (The Habit of Happiness), regia di Allan Dwan (1916)
- His Wife's Mistakes, regia di Roscoe 'Fatty' Arbuckle - cortometraggio (1916)
- The Other Man, regia di Mack Sennett - cortometraggio (1916)
- The Stronger Love, regia di Frank Lloyd (1916)
- The Right Direction, regia di E. Mason Hopper (1916)
- Her Own People, regia di Scott Sidney (1917)
- Out of the Wreck, regia di William Desmond Taylor (1917)
- Wild Oats, regia di C.J. Williams (1919)